# Podolí (Uhřínov)
Podolí (dříve též Pádolí; německy Padol) je osada, stojící v jižní části jinak zaniklé obce v Orlických horách, převážně na svazích Podolského kopce, po administrativní stránce spadající pod Uhřínov (resp. Velký Uhřínov), nyní část obce Liberk. Název Pádolí se nyní používá spíše pro nedaleký lovecký zámeček.

## Historie
Existenci osady, která stávala na tehdejším solnickém panství, můžeme s jistotu doložit k roku 1628. Tehdy bylo panství rozděleno na 4 díly a Podolí spadalo do třetího dílu panství. Na počátku 19. století se osada řadila k centrům správy lesů panství, jenž tehdy vlastnil náboženský fond.

## Obyvatelstvo
Až do konce druhé světové války tvořili většinu obyvatel Němci. Seznam míst v Království českém z roku 1872 uvádí tehdejší obec jako Pádolí a registruje zde 31 domů a v nich 192 obyvatel. Naproti tomu Chytilův místopis z počátku 20. let 20. století obec zmiňuje jako osadu Podolí s 37 domy a 128 obyvateli. Přifařena byla ke Kačerovu, kde měla i četnickou stanici, poštu a zdravotnický obvod, nejbližší železniční stanice stála v Solnici a spadala do soudního okresu Rokytnice v Orlických horách.
Do současnosti se toho z původního Pádolí příliš nedochovalo – pouze zámeček, protilehlá hájovna a dalších 6 stavení.

## Pamětihodnosti
- lovecký zámeček
- výklenková kaplička
- kamenný kříž

## Dostupnost
Osadou prochází zelená turistická značka od Polanky na Luisino údolí a žlutá značka od Jedlové v Orlických horách na Zdobnici. Cyklisty sem přiveden cyklotrasa 4367 od Uhřínova na lovecký zámeček. Lesní cestičky spojují osadu i silnicí III. třídy od Uhřínova k silnici II/321. Osada má na silnici III. třídy dvojici zastávek (Liberk, Uhřínov, Pádolí a Liberk, Uhřínov, Zámeček).